# Ficus fulvopilosa
Ficus fulvopilosa là một loài thực vật có hoa trong họ Moraceae. Loài này được Summerh. mô tả khoa học đầu tiên năm 1936.